# Monts Marrah
Les monts Marrah sont un massif de montagnes au centre du Darfour. Leur point culminant est le djebel Marra, un sommet d'origine volcanique.